# 弗雷迪·斯卡帕迪奇
弗雷迪·斯卡帕迪奇（英語：Freddie Scappaticci，约1946年—2023年4月11日），被认为是臨時派愛爾蘭共和軍中的高级双重间谍，代号“赌注之刀”。
斯卡帕迪奇出生于北爱尔兰贝尔法斯特，其父亲是一位意大利移民。1970年因他因参与暴乱性非法集会而受到惩罚，一年后因施行“未经审讯关押的制度”而被关押。在被关押期间结识了很多后来共和军中的领导者。1974年获释后成为臨時派愛爾蘭共和軍成员。1980年斯卡帕迪奇成为爱尔兰共和军北方司令部安全总管。斯卡帕迪奇于1978年开始与英国情报机构合作，为其提供了大量有价值的情报。2003年5月10日因身份暴露而被英国情报机构秘密接回英国。

## 外部連結
- Audio tape recording of Scappaticci interview, The Cook Report], cryptome.quintessenz.at/mirror/scappaticci.htm; accessed 5 June 2014.
- Transcript of Scappaticci speaking to the Cook Report （页面存档备份，存于）, cryptome.org; accessed 5 June 2014.
- Rebuttal to "Stakeknife" allegations （页面存档备份，存于）, newspapersoc.org.uk; 19 May 2003
- Scappaticci profile, Sunday Business Post, 31 August 2003.
- Transcript of 1993 UTV Insight programme, cryptome.quintessenz.at/mirror/scap-clive.htm; accessed 5 June 2014.

template:PIRA